# Hundested
Hundested  è un centro abitato danese situato nella regione di Hovedstaden e appartenente al comune di Halsnæs.

## Geografia
La cittadina è situata nella parte nord-occidentale della Selandia sull'estremo occidentale della penisola di Halsnæs.

## Storia
Fino al 1º gennaio 2007, con l'entrata in vigore della riforma amministrativa, Hundested era capoluogo dell'omonimo comune, stato soppresso e accorpato, insieme al comune di Frederiksværk, per costituire il comune di Frederiksværk-Hundested poi rinominato in comune di Halsnæs.